# Partner (film 2007)
Partner – indyjska komedia, wzorowana na "Hitch" (z Willy Smithem). Film wyreżyserował w 2007 roku David Dhawan, autor Biwi No.1, Maine Pyaar Kyun Kiya?, Mujhse Shaadi Karogi i Hum Kisi Se Kum Nahin. W rolach głównych Salman Khan i Govinda. Salmanowi towarzyszy Lara Dutta, a Govindzie Katrina Kaif.

## Obsada
- Salman Khan – Prem / Love Guru
- Govinda – Bhaskar Diwakar Chaudhary
- Lara Dutta – Naina
- Katrina Kaif – Priya Jai Singh
- Ali Haji – Rohan
- Rajpal Yadav – Chhota Don
- Dalip Tahil – Raj Jai Singh
- Sohail Khan – gościnnie (jako portret)
- Deepshika – Paami (siostra Love Guru)
- Aarti Chabria – Nikki

## Muzyka
Muzyka skomponowana przez duet Sajid-Wajid.
1. "Do U Wanna Partner" – Udit Narayan, Shaan, Wajid, Suzi Q, Clinton Cerejo
2. "You're My Love" – Shaan, Shweta Pandit, Suzi Q, Earl D'Soluza
3. "Dupatta Tera Nau Rang Da" – Sonu Nigam, Shreya Ghoshal, Kunal Ganjawala, Suzi Q
4. "Soni De Nakhre" – Wajid, Labh Jajua, Sneha Pant, Naresh
5. "Maria Maria" – Sajid, Shakib, Sunidhi Chauhan
6. "You're My Love (Remix)" – Shaan, Shweta Pandit, Suzi Q, Earl D'Soluza
7. "Do U Wanna Partner (Remix)" – Udit Narayan, Shaan, Wajid, Suzi Q, Clinton Cerejo